# Ауд-Аннервен
Ауд-Аннервен (нід. Oud-Annerveen) — село в нідерландській провінції Дренте. Входить до муніципалітету А-ен-Гюнзе.
Його площа становить 2,03 км², а населення станом на 2021 рік складало 125 осіб.
Перша згадка про населений пункт датується 1498 роком.